# ジクロルボス
ジクロルボス(dichlorvos)とは、分子式 C4H7Cl2O4Pで表される有機リン化合物の殺虫剤である。ジメチル2,2-ジクロルビニルホスフェイトともいい、略称は DDVP である。

## 概要
農薬として開発され、日本を含む各国で広く用いられていたが、日本では2012年4月で農薬登録は失効し、現在、家庭用殺虫剤（ジクロルボス樹脂蒸散製剤）や、防疫用乳剤の有効成分として使用されている。原体は毒物及び劇物取締法の劇物、乳剤は薬事法の劇薬に指定されており、購入には譲受書に記録し捺印が必要。
アセチルコリンエステラーゼ阻害剤であり、摂取した生物のコリンエステラーゼに結合して不可逆的に活性を阻害し、神経系においてアセチルコリンを蓄積させ持続的な興奮起こさせることで種々の生理機能に障害を与え、殺虫作用を発揮する。
揮散性が高く、即効性があり、また残効性（残留性）が低い特長がある。半減期は3.5日。

## 物性
純品は無色の結晶。熱に対する安定性が高く、燃焼させるのは困難。水への溶解性も低く、多くの有機溶剤に可溶。アルカリ性の水溶液で加水分解する。鉄への腐食性がある。

## 用途

### 農薬
各国で野菜、果樹、穀物、綿花、タバコ、茶、桑、キノコなど、多岐にわたる作物の、多種の害虫防除に用いられている。多くは40-80%の成分を含む乳剤として販売され、用途に応じて100倍から1500倍程度に希釈して散布する。また、燻煙剤、燻蒸剤もある。
日本では2012年4月に農薬登録が失効したが、トマト、レタス等の野菜、かんきつ等の果樹、茶、花き等幅広い作物に使用され、農薬としてのジクロルボス製剤の散布については、作物及び栽培方法別に剤型、使用方法、使用期間、使用回数などの安全使用基準が定められていた。例えば、ブドウは乳剤の散布または燻煙剤の燻煙に限り、収穫の3日前までしか使わない、アスパラガスでは乳剤の散布を収穫前日までしか使わない、などである。
日本における出荷量は、平成18農薬年度(2005年8月-2006年7月）で508トン。

### 防疫
オルトジクロロベンゼン乳剤などの殺うじ剤の補助成分としても用いられ、ハエの防除に用いる。

### 燻蒸
家庭や事業所などの衛生害虫用燻蒸剤の一成分としても用いられる。

### スプレー殺虫剤
世界では、ゴキブリなどの生命力の強い昆虫を対象とした、スプレー殺虫剤の一成分として使われる例もある。

### 樹脂蒸散剤

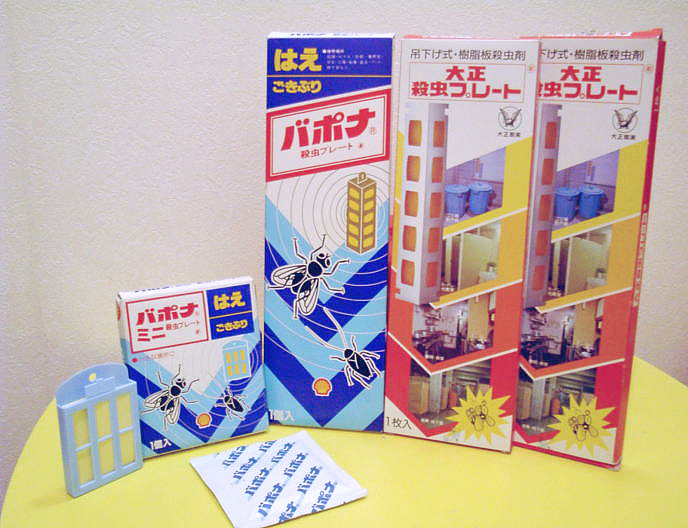
ジクロルボス 樹脂蒸散剤

プレート状の塩化ビニル樹脂に高濃度の成分を含ませたもので、殺虫成分のジクロルボスが少しずつ蒸散することにより、倉庫、工場、トイレなど屋内の害虫を２-３ヶ月間に渡り持続的に駆除することが出来る。ただし、一日摂取許容量の観点から、人が常時いる居室内や飲食する場所、飲食物が露出している場所では使用しないように2004年（平成16年）11月2日から指導されている。

## 製法
有機リン化合物のトリクロルフォンから水酸化ナトリウムなどのアルカリを用いて塩化水素を取り去る形で得る製法が一般的。

## 工業生産
農薬用ジクロルボス原体の品質について、中国では天津農薬廠が起草した国家規格（GB 2549-2003）によって、純度95.0%以上、残留トリクロルフォン2.5%以下などと定められており、無色ないし黄色の液体として製造される。
日本では1980年ごろには年間1,500トン程度の原体が製造されていたが、現在は国内での農薬用途が無くなり、また中国やインドなどでの製造が増えているために輸出も減り、生産量は半減している。

## 規制

### 日本
原体は毒物及び劇物取締法の劇物、製剤は医薬品、医療機器等の品質、有効性及び安全性の確保等に関する法律の劇薬に指定されている。また、農薬用は農薬取締法により扱いなどが規定されている。労働安全衛生法（第57条の二第一項）に基づく労働安全衛生規則第18条の二および別表第九により、原体は名称等を通知すべき危険物及び有害物となっており、安全データシートの提供が義務付けられる。また、2014年（平成26年）11月より、労働安全衛生規則第30条の規定及び別表第二の改正により、製剤その他は含有率1%未満のものを除いて、名称等を表示すべき危険物及び有害物となっている。

#### 家庭用殺虫剤として

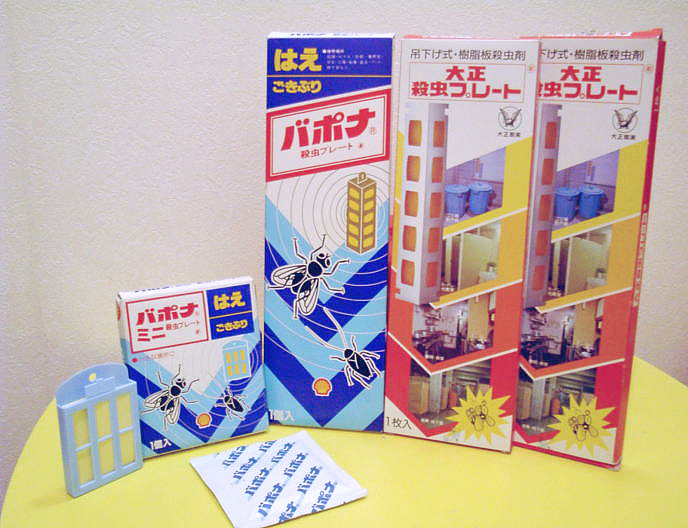
ジクロルボス樹脂蒸散剤

ジクロルボス樹脂蒸散剤は、ゴキブリ・ハエ・蚊の駆除を目的に、一般用医薬品として『バポナ殺虫プレート』が販売されており、薬局・ドラッグストアで購入可能である。
以前は劇薬に指定されていたため、購入には14歳以上かつ譲受書への記入と捺印が必要であったが、2012年（平成24年）5月31日に劇薬指定を解除されたことで、譲受書不要で購入可能となっている。ただし、第一類医薬品の指定は変わらないため、必ず薬剤師が説明の上で販売する必要がある。

##### 樹脂蒸散剤の使用限定の経緯
ジクロルボスの樹脂蒸散剤は、従来から家庭や店舗・倉庫で使用されていたが、ヨーロッパにおいて使用規制が進んだのに伴い、東京都生活文化局が、使用時の室内空気中濃度を測定したところ、一日摂取許容量(ADI)が超過したとして、2004年（平成16年）に日本国政府へ再評価の提案を行った。
厚生労働省は、ADIを基準として安全性を論ずることは「必ずしも適当でない」としながらも、吊り下げタイプの製剤は、高い室内濃度で毎日24時間曝露した場合、安全域を上回るおそれが考えられるとして、居室（客室、事務室、教室、病室を含む）内や飲食する場所（食堂など）、飲食物が露出している場所（調理場、食品倉庫、食品加工場など）では使用せず、人が長時間留まらない場所に使用を限定するよう用法を変更し、指導した。

##### 製剤加工等の労働安全
DDVP製剤の成形、加工または包装を行う業務では、労働者が健康障害を起こす危険が高いため、2014年（平成26年）に、労働安全衛生法施行令（昭和47年政令第318号）第18条の名称等を表示すべき危険物及び有害物、第22条に規定する健康診断を行うべき有害な業務、別表第3に規定する特定化学物質に指定された。

### 中国
中華人民共和国では、「敵敵畏」（ディーディーウェイ）などの名称で、農業用殺虫剤として広く使われている。中国では有機リン系農薬の最大許容残留量を穀物、野菜及び果物、食用植物油等に分けて定めているが、ジクロルボスの許容量は未精製の穀物に関して0.1 mg/kg以下、野菜及び果物に関しては0.2 mg/kg以下、食用植物油からは検出されないことと定めていた。
現在はさらに細かく分類して、キャベツ、ハクサイ、ダイコンは0.5mg/kg以下、稲籾、雑穀、大豆、モモなどは0.1mg/kg以下、玄米、トウモロコシ、鱗茎類、他の葉物野菜、他の果物などは0.2mg/kg以下などとなっている。検査はガスクロマトグラフィーによって行うことが中国国家規格（GB/T 5009.20-1996）などに定められている。なお、測定は出荷時の残留量であり、蒸散しやすい本成分は、輸送中に大きく減少する。

## 毒性
他の有機リン化合物と同様にコリンエステラーゼ阻害作用がある。吸引すると倦怠感、頭痛、吐き気、腹痛、下痢などの症状が現れ、重篤な場合には瞳孔の収縮、意識混濁、痙攣などを起こし、死に至る場合もある。
経口毒性(LD50)はラットで17 mg/kg、経皮毒性(LD50)はラットで70.4 mg/kgである。